# Rosnica
Rosnica ali sivka (znanstveno ime Rana dalmatina) je dvoživka iz rodu Rana (prava žaba).

## Značilnosti
Zadnji kraki so pri rosnici zelo dolgi, zato je odlična skakalka. Skoči lahko tudi 2 metra daleč. Hrbet je svetlo rjav z veliko temnimi pikami, boki so rumeni z rjavimi progami. Ob straneh glave ima temno senčno pego. Gobec je ošiljen, zenica pa vodoravna. Samci imajo debelejše sprednje noge. Bobnič je velik. Rosnica zraste do približno 5–9 cm. Samci se oglašajo s šibkim glasom »ok-ok-ok«.

## Življenjski prostor
Rosnica živi na kopnem v vlažnih nižinskih habitatih. Najdemo jo na mokrih travnikih, svetlih listnatih in mešanih gozdovih. Za rosnico je značilna hibernacija pod kamni, podrtimi drevesnimi debli ali pa zarita v peščena tla. V vodi se zadržujejo le med parjenjem, nekateri samci pa zimo pogosto preživijo pod ledenim pokrovom v vodi.

## Razmnoževanje
Rosnice se razmnožujejo ponoči, zgodaj spomladi, takoj ko se začne taliti led na ribnikih. Oploditev je zunanja. Mrest leži pod vodno gladino in ima obliko kepe. Jajčeca imajo premer 2–3 mm.

## Razširjenost
Razširjena je v Severni, Srednji in Južni Evropi ter v severnem delu Turčije. V Sloveniji je splošno razširjena.